# Grzegorz Piątkowski
Grzegorz Piątkowski (ur. 14 września 1959) – polski scenograf filmowy. Laureat Polskiej Nagrody Filmowej, Orzeł w 2015 w kategorii najlepsza scenografia. Członek Polskiej Akademii Filmowej.

## Filmografia
jako autor scenografii:
- Kiedy rozum śpi (1992)
- Taekwondo (1997)
- Złoto dezerterów (1998)
- Rodzina zastępcza (1999) – serial, odc 1-25
- Golgota wrocławska (2008) – spektakl telewizyjny
- Miasto 44 (2014)
- Anatomia zła (2015)
- Wspomnienie lata (2016)
- Po prostu przyjaźń (2016)
- Fale (2016)
- Serce nie sługa (2018)
- Obywatel Jones (2019)

## Nagrody
- 1998 – Nagroda za scenografię do filmu Feuerreiter na Międzynarodowym Festiwalu Filmowym w Hoff
- 2009 – Grand Prix za scenografię do spektaklu Golgota wrocławska na Krajowym Festiwalu Teatru Polskiego Radia i TV „Dwa Teatry” w Sopocie
- 2015 – Polska Nagroda Filmowa, Orzeł za scenografię do filmu Miasto 44 (wspólnie z Markiem Warszewskim)
- 2019 – Nagroda na 44. Festiwalu Polskich Filmów Fabularnych w Gdyni za najlepszą scenografię do filmu Obywatel Jones[2]